# Anna Maria Lane
Anna Maria Lane, född 1755, död 1810, var en amerikansk soldat. Hon tjänstgjorde i Kontinentalarmén under amerikanska frihetskriget utklädd till man tillsammans med sin make mellan 1776 och 1781, och fick en pension för sin insats i Slaget vid Germantown (1777). Hon utgör ett ovanligt exempel som en av få kända kvinnor som tjänstgjorde som soldater under detta krig: två andra exempel var Sally St. Clair och Deborah Sampson.